# Surorile Osoianu
Surorile Osoianu este un ansamblu etnofolcloric familial din Republica Moldova. Este alcătuit din 5 surori născute în satul Horești, raionul Fălești.
Ansamblul este constituit din:
- Ileana, n. 7 mai 1958;
- Iulia, n. 7 octombrie 1959;
- Valentina, n. 4 octombrie 1960;
- Romela, n. 15 martie 1963;
- Maria, n. 20 septembrie 1966.

Ele au și un frate, Alexandru, născut pe 30 martie 1969.
Repertoriul ansamblului include cântece de joc, colinde, cântece pascale, cântece de dragoste, balade și altele. Surorile Osoianu sunt parte a Studioului Folcloric „Iedera”, susținut de Palatul Republican pentru Copii și Tineret „Arctico”. Conduc și alte ansambluri folclorice de copii și tineret.

## Studii
Au absolvit școala de muzică din localitate și au obținut diploma de studii: 
- Ileana – în 1975-1979 Colegiul de Muzică din Bălți, specializarea acordeon; în 1980-1984 Institutul de Arte, Facultatea Metodist Organizator.
- Iulia – în 1978-1982 Universitatea Pedagogică din Bălți
- Valentina – în 1977-1981 Universitatea „Alecu Russo” din Bălți, Facultatea de Muzică
- Romela – în 1982-1986 Universitatea de Stat din Moldova, Facultatea de Biblioteconomie
- Maria – în 1985-1989 Institutul de Arte, Facultatea Dirijatul Coral

## Operă
Din 1980 au fost membre ale ansamblului folcloric „Tălăncuța”, condus de Andrei Tamazlâcaru.
În 1996 au devenit deținătoarele Premiului Festivalului Dinastiilor de Familie. În 1997 au lansat casetele audio „Pentru Tine, Doamne” (cântece pascale) și „Strigat-am către Tine”. În același an, au câștigat Premiul Tineretului din Moldova. În 1999, au fost laureatele Trofeului Festivalului „Trandafir de la Moldova” din Iași.
În 2003 au lansat împreună cu formația Zdob și Zdub cântecele „DJ Vasile” și „Miorița”. În 2008, au lansat CD-urile de cântece pascale „Spală-mă în râul dragostei” și „Doamne, strigat-am către Tine”, iar în anul următor CD-ul „Colinde din Transnistria”.
Au fost decorate cu titlul de „Maeștri în Artă” în 2010. Tot atunci, au organizat prima ediție a Festivalului Dinastiilor de Familie „La Izvorul Osoiencelor” și au inaugurat Muzeul Satului Horești. Și-au revendicat trofeul „Potcoava de Aur 2012”, iar în 2013 au lansat CD-ul „Cântec mândru de la Prut”.

## Colaborări
Surorile Osoianu au colaborat cu formația Zdob și Zdub în anul 2003, înregistrând împreună două piese: „DJ Vasile” și „Miorița”. Au început să colaboreze cu interpreta Loredana Groza la concertul dedicat celor 25 de ani de activitate ai artistei. De asemenea, Surorile Osoianu au colaborat cu mai multe orchestre, precum orchestra „Lăutarii” a lui Nicolae Botgros. În 2019, au început colaborarea cu formația Subcarpați. În 2021, au început colaborarea cu cea mai tare trupă de folclor Lupii lui Calancea. În 2022, au colaborat cu artista Irina Rimes la piesa „Ielele”. Tot în 2022, Surorile Osoianu împreună cu Damian Drăghici au fost invitați în finala sezonului 10 a emisiunii Vocea României, pentru a cânta cu finalista Andra Botez, din echipa Irinei Rimes.

## Filmografie
Surorile Osoianu au apărut în filmele: 
- 1984: „Tălăncuța”, regie Constantin Croitoru
- 1986: „Tălăncuțe” (film muzical), regie Anatol Codru
- 1986: „Salbe, salbe” (film muzical), regie Vladimir Plamadeala
- 1990: „Lerui-ler”, regie Tudor Tătaru

## Cărți
Valentina, Iulia și Ileana sunt coautoare ale cărților:
- „Rămurele – nemurele” (editura „Lumina”, Chișinău, 1991, 1994)
- „Spicuța” (editura „Prut Internațional”, Chișinău, 1998)
- „Streașina cu rândunici” (editura „Lumina”, Chișinău, 1999)
- „La strunguța bradului” (Tipografia Centrală, 2000)
- „Floarea de pe grui” (tipografia „Reclama”, 2004)

## Legături externe
- http://www.timpul.md/articol/in-zorii-sarbatorilor-cu-surorile-osoianu-29927.html?action=print
- http://gingergroup.ro/muzica/friday-music-pick/friday-music-pick-surorile-osoianu.html Arhivat în 7 iunie 2013, la Wayback Machine.
- http://www.flux.md/articole/10037/